# Maláj guvattimália
A maláj guvattimália (Eupetes macrocerus) a madarak osztályának verébalakúak (Passeriformes) rendjébe, azon belül a verébalkatúak (Passeri) alrend Passerida ágába, valamint a Eupetidae családjába tartozó egyetlen faj.

## Rendszerezése
A nemet és a fajt is Coenraad Jacob Temminck holland zoológus írta le 1831-ben.

## Alfajai
- Eupetes macrocerus macrocerus Temminck, 1831
- Eupetes macrocerus borneensis Robinson & Kloss, 1921[2]

## Előfordulása
Délkelet-Ázsiában, Brunei, Indonézia, Malajzia és Thaiföld területén honos. A természetes élőhelye a szubtrópusi vagy trópusi síkvidéki esőerdők és mocsári erdők. Állandó, nem vonuló faj.

## Megjelenése
Testhossza 28-30 centiméter, testtömege 66–72 gramm.

## Életmódja
Rovarokkal és pókokkal táplálkozik.

## Természetvédelmi helyzete
Az elterjedési területe elég nagy, de az élőhelyvesztése miatt gyorsan csökken, egyedszáma is csökken. A Természetvédelmi Világszövetség Vörös listáján mérsékelten fenyegetett fajként szerepel.